# 브라질 연방상원
브라질 연방상원(브라질 포르투갈어: Senado Federal)은 브라질의 연방 입법부인 브라질 국민회의에서 상원에 해당하는 의회이다. 26개의 주와 하나의 연방구에서 각각 3명의 상원의원을 투표로 선출한다. 정원은 81명으로, 상원의원의 임기는 8년씩이나, 4년마다 열리는 총선에서 매번 3분의 1 또는 3분의 2의 의석을 재선출한다.